# مصطلحات جنينية
المصطلحات الجنينية (باللاتينية: Terminologia Embryologica) (م.ج أو TE) هي قائمة رسمية بالمصطلحات المستخدمة في وصف تراكيب الجنين البشري.
أنتجتها اللجنة الدولية الفيدرالية عن المصطلحات التشريحية بالنيابة عن الاتحاد الدولي لرابطات علماء التشريح
ووضعت على شبكة الإنترنت منذ عام 2010. 
وقد تمت الموافقة عليها من قبل الجمعية العامة للجنة المصطلحات التشريحية أثناء المؤتمر الدولي السابع عشر للتشريح في كيبتاون (أغسطس 2009).
وهو مماثل لقائمة المصطلحات التشريحية Terminologia Anatomica (م.ت)، التي توحد مصطلحات التشريح البشري للإنسان البالغ، والذي تتعامل في المقام الأول مع تشريح البالغين. وهو يتبع الأسماء الجنينية، الذي أدرج كمكون من الأسماء التشريحية.

وهي لا توجد في النسخة الأصلية من المصطلحات الجنينية م.ج.

## الأكواد
- e1.0: مصطلحات عامة
- e2.0: تطور الجنين
- e3.0: تخلق مضغي
- e4.0: علم الأنسجة عام
- e5.0: عظام; هيكل عظمي بشري
- e5.1: مفصل (أحياء); Articular system
- e5.2: عضلة; جهاز عضلي
- e5.3: وجه (تشريح)
- e5.4: جهاز هضمي
- e5.5: جهاز التنفس
- e5.6: جهاز بولي
- e5.7: جهاز تناسلي
- e5.8: سيلوم و septa
- e5.9: لحمة متوسطة مسراق masses
- e5.10: غدة صماء
- e5.11: جهاز الدوران
- e5.12: جهاز لمفي
- e5.13: الجهاز العصبي
- e5.14: الجهاز العصبي المركزي
- e5.15: جهاز عصبي محيطي
- e5.16: حاسة
- e5.17: The integument
- e6.0: Extraembryonic و غشاء الجنين
- e7.0: تخلق مضغي (-> 13 st)
- e7.0: تخلق مضغي (14 st ->)
- e7.1: Fetogenesis
- e7.2: Features of mature رضيع
- e8.0: اضطراب التشوه الجسمي terms